# El Chavo del Ocho
El Chavo del Ocho er en mexicansk komedieserie skabt af Roberto Gómez Bolaños. Serien består af 311 afsnit fordelt på 7 sæsoner, der blev sendt på Canal 8 og El Canal de las Estrellas. Serien blev derefter sendt regelmæssigt fra 27. april 1972 til 12. juni 1992.